# Nagypál Fatima
Nagypál Fatima (1997. január 4. –) válogatott magyar labdarúgó, a Haladás-Viktória védője.

## Pályafutása

### Klubcsapatban
2012 és 2018 között a Ferencváros, 2018–19-ben a Kőbányáért Egyesület, 2019-ben az Astra labdarúgója volt. 2020-ban a szegedi St. Mihály SE játékosa lett. 2021 nyarán újból a Ferencvároshoz igazolt.

### A válogatottban
2015-től két alkalommal szerepelt a válogatottban.

## Sikerei

### Klubcsapatokban
Magyar bajnok (5):
- Ferencváros (5): 2014–15, 2015–16, 2018–19, 2020–21, 2021–22

 Magyar kupagyőztes (2):
- Ferencváros (2): 2018–19, 2020–21

 Magyar másodosztályú bajnok (1):
- Ferencváros (1): 2012–13

## Statisztika

### Mérkőzései a válogatottban
| Magyarország | Magyarország       | Magyarország | Magyarország | Magyarország | Magyarország     | Magyarország | Magyarország | Magyarország |
| #            | Dátum              | Helyszín     | Hazai        | Eredmény     | Vendég           | Kiírás       | Gólok        | Esemény      |
| ------------ | ------------------ | ------------ | ------------ | ------------ | ---------------- | ------------ | ------------ | ------------ |
| 1.           | 2015. augusztus 3. | Balatonfüred | Magyarország | 2 – 0        | Fehéroroszország | Balaton-kupa | -            | 70'          |
| 2.           | 2016. április 26.  | Gyirmót      | Magyarország | 6 – 0        | Albánia          | barátságos   | -            | 63'          |
|              | Összesen           |              |              | 2            | mérkőzés         |              | 0            | gól          |